# Shirting
Shirting ('skjortestof' - en. shirt: skjorte) er et
temmelig tæt vævet bomuldsstof, som kommer i
handelen i halv- eller helbleget tilstand, farvet
eller trykket, i en mængde forskellige kvaliteter, ofte
stærkt appreteret - dvs. kemisk eller mekaninsk behandlet for eksempel for at få et fugtafvisende materiale - og glittet på den ene side.
Det bruges blandt andet til for, indvendigt betræk, men finder i
øvrigt en meget forskelligartet anvendelse.
Bogbindershirting bruges til bogbind og vil ofte være behandlet så det er smudsafvisende. Udtrykkene helshirting og halvshirting kan anvendes til at beskrive indbindingens omfang.